# Monte Cecily
Il Monte Cecily (in lingua inglese: Mount Cecily) è un picco prominente, alto 2.870 m, situato 2,5 miglia nautiche (5 km) a nordovest del  Mount Raymond, nelle Grosvenor Mountains, catena montuosa che fa parte dei Monti della Regina Maud, in Antartide.
Fu scoperto dalla Spedizione Nimrod (British Antarctic Expedition, 1907–09) guidata dall'esploratore polare britannico Ernest Shackleton.
La denominazione è stata assegnata dallo stesso Shackleton in onore della sua unica figlia Cecily (1906-1957).
 
La posizione della montagna corrisponde con quanto riportato nelle mappe di Shackleton, ma la vetta non fa parte del Dominion Range, come da lui ritenuto, in quanto ne è separata dal Ghiacciaio Mill.